# 九個荘町
九個荘町（くかしょうちょう）は、大阪府北河内郡にあった町。現在の寝屋川市の西部、淀川の左岸、寝屋川の右岸にあたる。本項では町制施行以前にあった九個荘村（くかしょうむら）についても述べる。

## 地理
- 河川：淀川、寝屋川

## 歴史
- 1889年（明治22年）4月1日 - 町村制の施行により、茨田郡高柳村・池田村・葛原村・大利村・神田村・対馬江村・黒原村・仁和寺村・点野村の区域をもって九個荘村が発足。
- 1896年（明治29年）4月1日 - 所属郡が北河内郡に変更。
- 1943年（昭和18年）
  - 2月1日 - 九個荘村が町制施行して九個荘町となる。
  - 4月1日 - 友呂岐村・豊野村・寝屋川村と合併して寝屋川町が発足。同日九個荘町廃止。

## 交通

### 道路
- 京街道